# غرانت سميث
غرانت سميث (بالإنجليزية: Grant Smith)‏ (5 مايو 1980 المملكة المتحدة - ) هو لاعب كرة قدم بريطاني يلعب كلاعب وسط.

## روابط خارجية
- غرانت سميث على موقع قاعدة بيانات كرة القدم.إي يو (الإنجليزية)
- غرانت سميث على موقع Soccerbase.com (لاعب) (الإنجليزية)